# Бјевил Бевил
Бјевил Бевил (фр. Biéville-Beuville) насеље је и општина у северној Француској у региону Доња Нормандија, у департману Калвадос која припада префектури Кан.
По подацима из 2011. године у општини је живело 2.525 становника, а густина насељености је износила 226,46 становника/km². Општина се простире на површини од 11,15 km². Налази се на средњој надморској висини од 30 метара (максималној 58 m, а минималној 1 m).

## Демографија
| 1962. | 1968. | 1975. | 1982. | 1990. | 1999. | 2011. |
| ----- | ----- | ----- | ----- | ----- | ----- | ----- |
| 810   | 1.117 | 1.321 | 1.606 | 2.223 | 2.191 | 2.525 |

График промене броја становника у току последњих година